# Рудольф (князь Ангальт-Цербста)
Рудольф Ангальт-Цербстский (нем. Rudolf von Anhalt-Zerbst; 28 октября 1576, Гарцгероде — 20 августа 1621, Цербст) — князь Ангальт-Цербста из рода Асканиев.

## Биография
Рудольф — пятый сын князя Иоахима Эрнста и его второй супруги Элеоноры Вюртембергской, дочери герцога Кристофа Вюртембергского. Он был усердным учеником и студентом. В 1597 году 20-летний Рудольф был приглашён в Копенгаген на церемонию бракосочетания короля Дании Кристиана IV. В 1600 году он отправился в образовательную поездку в Рим, где встретился с папой Климентом VIII, а затем побывал на Сицилии. Вместе со своим братом князем Людвигом Рудольф провёл один год во Флоренции. 21 ноября 1601 года Рудольф был зачислен на обучение в Сиенский университет. Спустя один год, в 1602 году Рудольф вернулся через Швейцарию в Дессау. С 1603 года он проживал при цербстском дворе и оказывал поддержку цербстской гимназии Францисцеум, основав его библиотеку.
После совместного правления Рудольф с братьями поделили Ангальт в 1606 году: Иоганн Георг стал князем Ангальт-Дессау, Кристиан — Ангальт-Бернбурга, Людвиг — Ангальт-Кётена, а спустя несколько лет Август стал князем Ангальт-Плёцкау. Рудольф стал правителем Цербстского княжества, в которое вошли амты Кермен, Линдау, Рослау и Косвиг.
При Рудольфе в Цербсте было построено несколько зданий и был отремонтирован дворец-резиденция. В 1618 году Рудольф был принят своим братом Людвигом в Плодоносное общество. Рудольф умер в 45 лет и был похоронен в цербстской церкви Святого Варфоломея.

## Потомки
29 декабря 1605 года Рудольф женился в Вольфенбюттеле на Доротее Гедвиге Брауншвейг-Вольфенбюттельской, дочери герцога Генриха Юлиуса Брауншвейг-Вольфенбюттельского. У них родились:
- дочь (1606)
- Доротея (1607—1634), замужем за герцогом Августом II Брауншвейг-Вольфенбюттельским (1579—1666)
- Элеонора (1608—1680), замужем за герцогом Фридрихом Шлезвиг-Гольштейн-Норбургским (1581—1658)
- дочь (1609)

31 августа 1612 года второй супругой Рудольфа стала Магдалена Ольденбургская, дочь графа Иоганна XVI Ольденбургского. Благодаря брату Магдалены княжество Ангальт-Цербст получило владения Евера в 1667 году. В браке с Магдаленой родились:
- Елизавета (1617—1639)
- Иоганн VI (1621—1667), князь Ангальт-Цербста, женат на принцессе Софии Августе Гольштейн-Готторпской (1630—1680)